# Muggur
Guðmundur Pétursson Thorsteinsson, mer känd under namnet Muggur, född 5 september 1891 i Bíldudalur, död 27 juli 1924 i Søllerød, var en isländsk målare, författare och skådespelare. Han har skrivit och illustrerat den populära barnboken Sagan af Dimmalimm, som har blivit teaterpjäs på Island. Som skådespelare var han med i Borgsläkten (1920), den första filmen inspelad på Island. Den är baserad på boken med samma namn av Gunnar Gunnarsson och regisserades av Gunnar Sommerfeldt.

## Galleri
Ett antal av hans verk finns utställda i Islands konstmuseum.

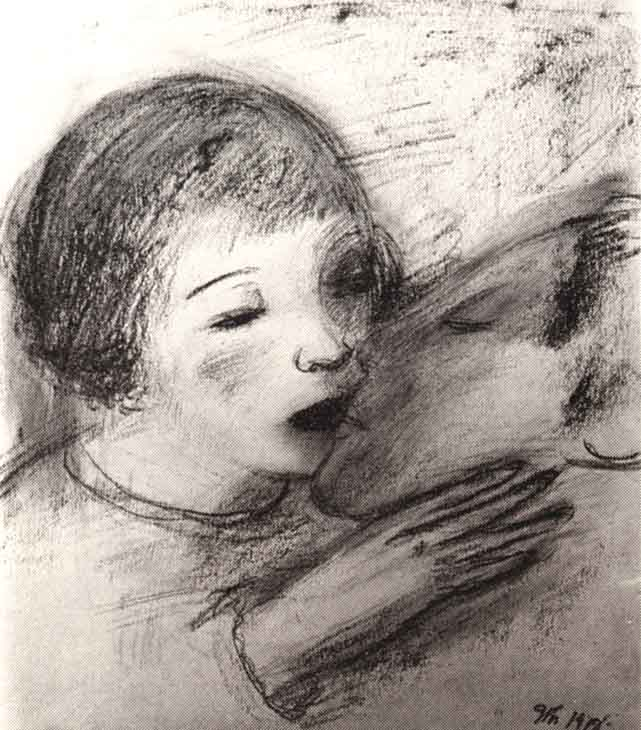
Kossinn, målad 1918.
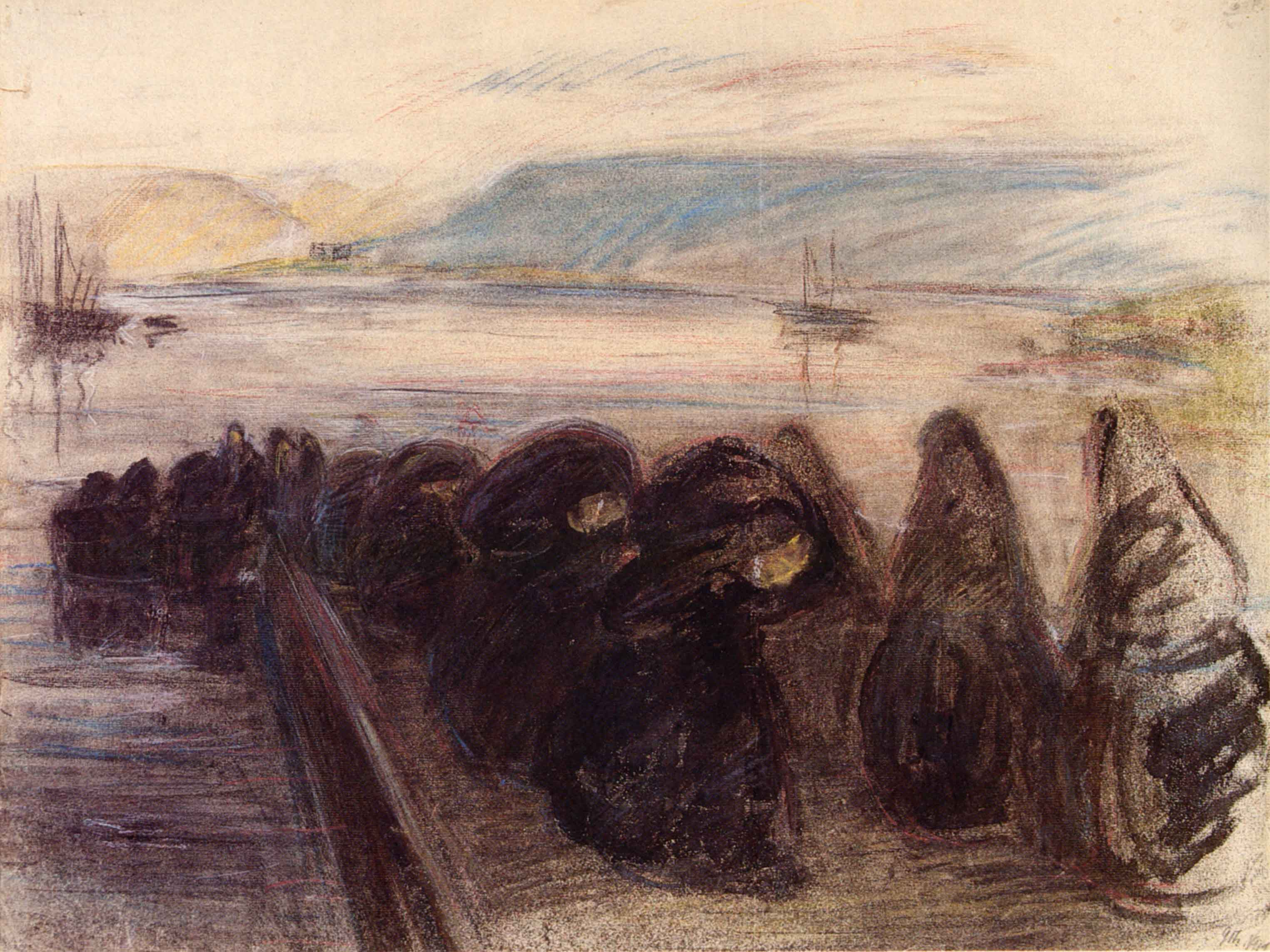
Kolaburður, målad 1919.
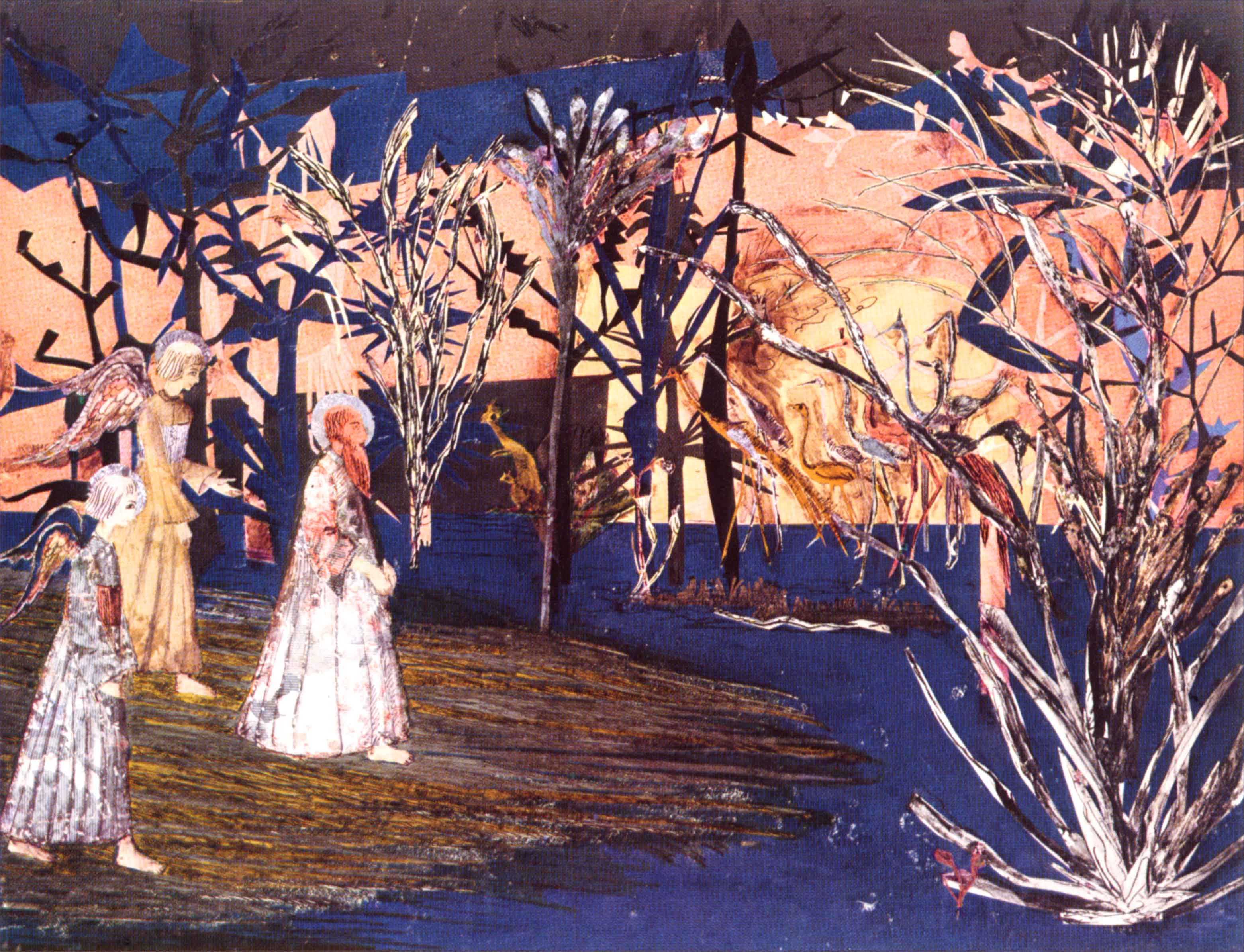
Sjöundi dagur í Paradís, målad 1920.
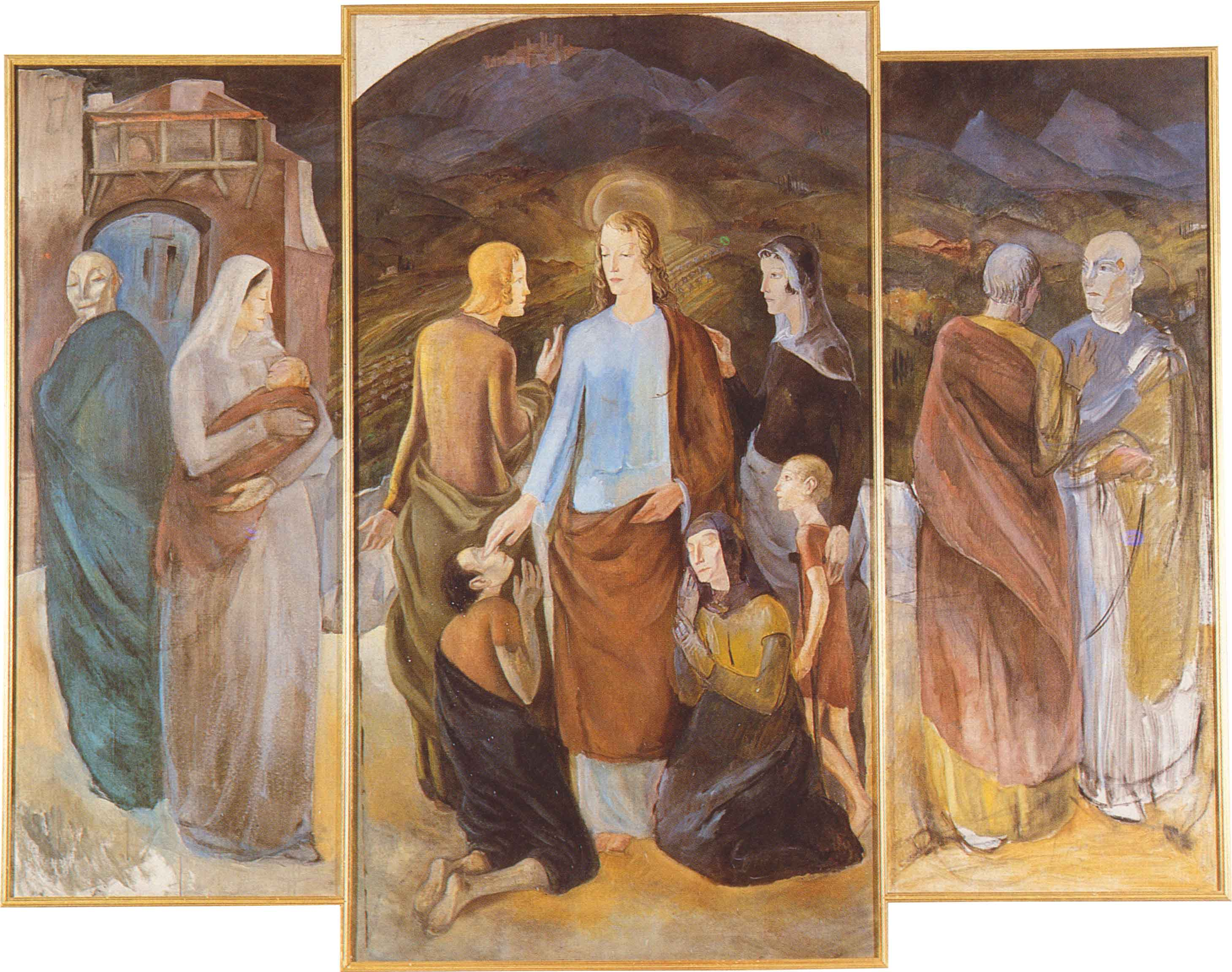
Kristur læknar sjúka, målad 1921.
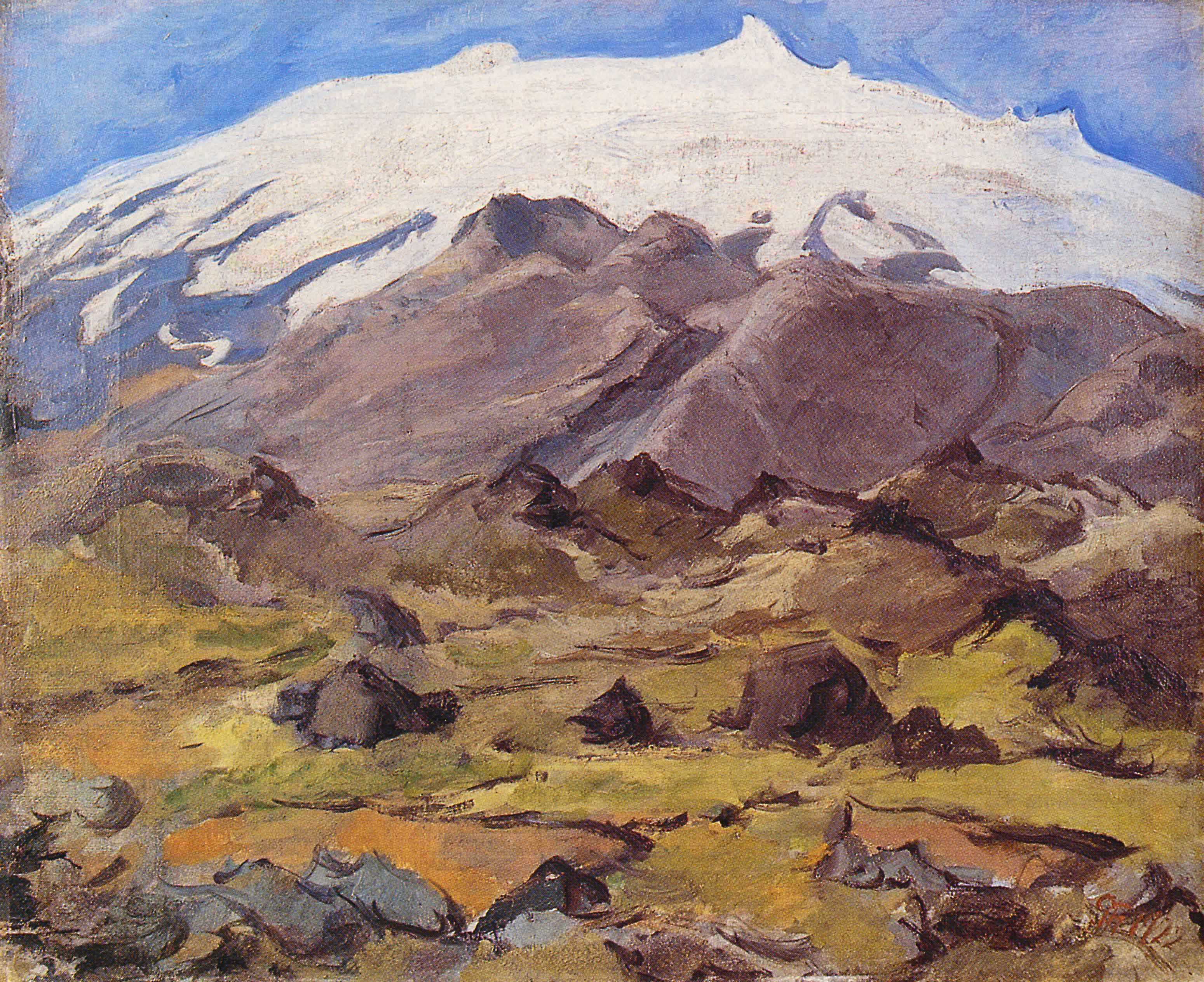
Snæfellsjökull, målad 1922.
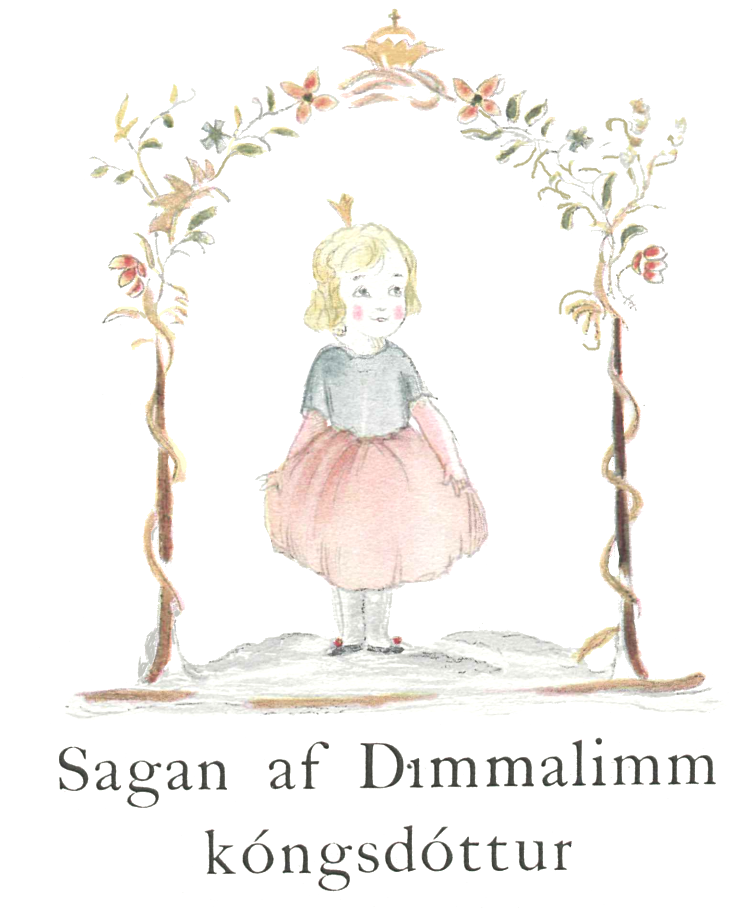
Bokomslaget till Sagan af Dimmalimm, 1942.